# Famille d'Adeona
La famille d'Adeona (parfois famille adéonienne) est une famille d'astéroïdes qui s'est formée à partir du corps parent (145) Adeona. On estime le nombre de membres de la famille à 1 000 (astéroïdes « adéoniens »). En se basant sur des études de simulation, l'âge de la famille est estimé à moins de 600 millions d'années, à comparer à l'âge typique des familles d'astéroïdes de l'ordre d'1 à 2 milliards d'années.